# Werner Goldberg
Werner Goldberg (Berlín, 3 de octubre de 1919-Berlín, 28 de septiembre de 2004) fue un alemán judío, o Mischling de acuerdo a la terminología Nazi, que sirvió brevemente como soldado durante la Segunda Guerra Mundial. Su imagen apareció en el Berliner Tageblatt como el 'Soldado Alemán Ideal', y fue usada posteriormente en pósteres de reclutamiento para la Wehrmacht.

## Biografía
El padre de Goldberg se crio en Königsberg como un miembro de la comunidad judía, si bien se había bautizado en una iglesia luterana local, dado que deseaba ser visto como tal, y se casó con una mujer cristiana. Después de que Hitler se convirtiera en el Canciller de Alemania en 1933, el padre de Goldberg perdió su posición debido al cumplimiento de la Ley alemana para la restauración de la función pública de 1933, aprobada en abril del mismo año, que expulsaba a los judíos de los puestos de servicio alemanes.
En 1935 las leyes de Núremberg comenzaron a clasificar a las personas que tuvieran al menos tres abuelos judíos como judíos; mientras que aquellos con dos serían considerados como judíos solamente si practicasen el judaísmo o bien si tuvieran una esposa judía.
Goldberg dejó el colegio en 1935 y se convirtió en aprendiz para Schneller und Schmeider, una empresa textil regida conjuntamente por un judío y por un no judío, donde muchos de sus compañeros de trabajo mismos fueron judíos o mischlinge. La tía materna de Goldberg se unió al Partido Nacionalsocialista Obrero Alemán y se negó a ser vista con la familia de Goldberg, incluso evitando a la propia madre de Goldberg.
A principios de 1938, Goldberg sirvió durante un plazo de seis meses para el Servicio de Trabajo del Reich (Reichsarbeitsdienst). El 1 de diciembre de 1938 Goldberg se unió a la Armada Alemana y participó en la invasión de Polonia el 1 de septiembre de 1939, sirviendo junto con su amigo de la infancia Karl Wolf, cuyo padre era ahora un oficial de alto rango de las SS.
En uno de los últimos números de Berliner Tageblatt, la fotografía de Goldberg apareció en la edición del domingo del periódico alemán, con el pie de foto ''El Soldado Alemán Ideal''; la fotografía había sido vendida al periódico por el fotógrafo oficial de la armada. Posteriormente esta misma fue usada en pósteres de reclutamiento.
Goldberg murió en Berlín el 28 de septiembre de 2004, a la edad de 84 años, habiendo sobrevivido a uno de los conflictos bélicos más sangrientos de la historia, La Segunda Guerra Mundial.